# Sébastien Foucras
Sébastien Foucras (ur. 4 stycznia 1972 w Montreuil) – francuski narciarz, specjalista narciarstwa dowolnego. Zdobył srebrny medal w skokach akrobatycznych na igrzyskach olimpijskich w Nagano. Wywalczył także brązowy medal w skokach akrobatycznych podczas mistrzostw świata w La Clusaz. Najlepsze wyniki w Pucharze Świata osiągnął w sezonie 1995/1996, kiedy to zajął 6. miejsce w klasyfikacji generalnej, a w klasyfikacji skoków akrobatycznych był pierwszy.
W 1998 roku zakończył karierę.
30 marca 2010 roku został ojcem syna, Nolana, którego matką jest jego partnerka, była francuska sprinterka Marie-José Pérec.

## Osiągnięcia

### Igrzyska olimpijskie
| Miejsce | Dzień     | Rok  | Miejscowość | Konkurencja        | Zwycięzca            |
| ------- | --------- | ---- | ----------- | ------------------ | -------------------- |
| 7.      | 24 lutego | 1994 | Lillehammer | Skoki akrobatyczne | Andreas Schönbächler |
| 2.      | 18 lutego | 1998 | Nagano      | Skoki akrobatyczne | Eric Bergoust        |

### Mistrzostwa świata
| Miejsce | Dzień     | Rok  | Miejscowość | Konkurencja        | Zwycięzca         |
| ------- | --------- | ---- | ----------- | ------------------ | ----------------- |
| 19.     | 14 marca  | 1993 | Altenmarkt  | Skoki akrobatyczne | Philippe LaRoche  |
| 3.      | 19 lutego | 1995 | La Clusaz   | Skoki akrobatyczne | Trace Worthington |
| 24.     | 9 lutego  | 1997 | Iizuna      | Skoki akrobatyczne | Nicolas Fontaine  |

#### Miejsca w klasyfikacji generalnej
- sezon 1988/1989: 127.
- sezon 1989/1990: 71.
- sezon 1990/1991: 26.
- sezon 1991/1992: 68.
- sezon 1992/1993: 6.
- sezon 1993/1994: 24.
- sezon 1994/1995: 11.
- sezon 1995/1996: 6.
- sezon 1996/1997: 45.
- sezon 1997/1998: 48.

#### Miejsca na podium
1. Tignes – 7 grudnia 1991 (Skoki akrobatyczne) – 3. miejsce
2. Tignes – 11 grudnia 1992 (Skoki akrobatyczne) – 1. miejsce
3. Piancavallo – 18 grudnia 1992 (Skoki akrobatyczne) – 1. miejsce
4. Whistler Blackcomb – 10 stycznia 1993 (Skoki akrobatyczne) – 2. miejsce
5. Lake Placid – 23 stycznia 1993 (Skoki akrobatyczne) – 2. miejsce
6. Lake Placid – 23 stycznia 1994 (Skoki akrobatyczne) – 1. miejsce
7. Hundfjället – 9 lutego 1994 (Skoki akrobatyczne) – 3. miejsce
8. Tignes – 17 grudnia 1994 (Skoki akrobatyczne) – 2. miejsce
9. Whistler Blackcomb – 8 stycznia 1995 (Skoki akrobatyczne) – 2. miejsce
10. Breckenridge – 15 stycznia 1995 (Skoki akrobatyczne) – 2. miejsce
11. Lake Placid – 28 stycznia 1995 (Skoki akrobatyczne) – 2. miejsce
12. Altenmarkt – 10 lutego 1995 (Skoki akrobatyczne) – 2. miejsce
13. Lillehammer – 4 marca 1995 (Skoki akrobatyczne) – 1. miejsce
14. Hundfjället – 11 marca 1995 (Skoki akrobatyczne) – 3. miejsce
15. La Plagne – 15 grudnia 1995 (Skoki akrobatyczne) – 2. miejsce
16. Breckenridge – 21 stycznia 1996 (Skoki akrobatyczne) – 2. miejsce
17. Mont Tremblant – 25 stycznia 1996 (Skoki akrobatyczne) – 1. miejsce
18. Oberjoch – 9 lutego 1996 (Skoki akrobatyczne) – 2. miejsce
19. Oberjoch – 10 lutego 1996 (Skoki akrobatyczne) – 2. miejsce
20. La Plagne – 16 lutego 1996 (Skoki akrobatyczne) – 1. miejsce
21. Hundfjället – 9 marca 1996 (Skoki akrobatyczne) – 2. miejsce
22. Tignes – 7 grudnia 1996 (Skoki akrobatyczne) – 2. miejsce
23. La Plagne – 14 grudnia 1996 (Skoki akrobatyczne) – 1. miejsce
24. Piancavallo – 19 grudnia 1996 (Skoki akrobatyczne) – 2. miejsce
25. Mont Tremblant – 8 stycznia 1997 (Skoki akrobatyczne) – 3. miejsce
26. Mont Tremblant – 9 stycznia 1998 (Skoki akrobatyczne) – 2. miejsce

- W sumie 7 zwycięstw, 15 drugich i 4 trzecie miejsca.